# Шернваль, Карл Андреевич
Карл Андреевич Шернваль (фин. Carl Fredrik Stjernvall, 1813 — 1904) — начальник 22-й пехотной дивизии, комендант Ивангорода, генерал от инфантерии.

## Биография

### Происхождение
Карл Андреевич Шернваль родился 29 марта (10 апреля н.ст.) 1813 года в Мянтсяля (фин. Linnaisten kartano, Mäntsälä) и принадлежал к знатному финскому роду шведского происхождения. Его отец Ханс Хенрик Шернваль (1769 — 1820), лейтенант, помещик и предприниматель, был депутатом Сейма Великого Княжества Финляндского от дворянства; дядя, подполковник Карл Юхан Шернваль (1764 — 1815) занимал пост Выборгского губернатора.
Сводный брат Шернваля (сын Ханса Хенрика от 1-го брака) Клаас Шернваль (1803 — 1869) был генерал-майором Корпуса инженеров путей сообщения, а младший брат, также инженер путей сообщения Канут Генрихович Шернваль (1819 — 1899), возведённый в 1875 году в баронское достоинство — действительным тайным советником и членом Совета Министерства путей сообщения. Известность получили также двоюродные брат и сёстры Шернваля, дети Карла Юхана: действительный тайный советник, министр-статс-секретарь по делам Великого Княжества Финляндского барон Эмилий Карлович Шернваль-Валлен (1806 — 1890), Аврора Карловна Демидова-Карамзина (1808 — 1902) и графиня Эмилия Карловна Мусина-Пушкина (1810 — 1846).

### Служба
Шернваль в 1829 году поступил в Финляндский кадетский корпус, по окончании которого 10 января 1834 года был выпущен прапорщиком в лейб-гвардии Преображенский полк. Продолжая службу в полку, он получил чины подпоручика (28 января 1835 года), поручика (26 августа 1837 года), штабс-капитана (6 декабря 1841 года), капитана (10 октября 1843 года) и полковника (30 августа 1848 года).
31 декабря 1851 года Шернваль был назначен командиром Гренадерского Его Величества Короля Прусского полка (с 19 марта 1857 года именовался Перновским гренадерским Его Величества Короля Прусского полком), командуя которым 26 августа 1856 года произведён в генерал-майоры. С 8 февраля 1860 года являлся помощником начальника 3-й гренадерской дивизии, 18 февраля 1862 года назначен командующим 22-й пехотной дивизией и 30 августа 1863 года произведён в генерал-лейтенанты с утверждением в должности начальника дивизии.
16 августа 1869 года Шернваль был уволен от должности начальника дивизии с оставлением состоять по армейской пехоте, а 24 июля 1870 года назначен комендантом Ивангородской крепости и занимал этот пост почти 13 лет, получив в это время ордена Святого Владимира 2-й степени и Белого орла и в 1877 году — знак отличия за XL лет беспорочной службы.
По случаю коронации императора Александра III 70-летний Шернваль 15 мая 1883 года был произведён за отличие в генералы от инфантерии с зачислением в запас армейской пехоты. В запасе армейской пехоты и на учёте по Петербургскому уезду он числился на протяжении 21 года вплоть до конца своей жизни.
Генерал от инфантерии Шернваль скончался 19 июля (1 августа н.ст.) 1904 года в усадьбе Рилакс (фин. Riilahden kartano, Bromarv) в возрасте 91 года и 8 сентября был исключён из списков умершим.

### Семья
Первым браком Шернваль был женат с 1848 года на Марии Софии Вильер де л'Иль Адам (1828 — 1887), дочери надворного советника Самуэля Хенрика Вильер де л'Иль Адама, а после её смерти вступил в 1889 году в брак с Жозефиной Гортензией Александриной фон Герлах (1853 — 1930), дочерью генерала Христиана фон Герлаха.
От первого брака он имел четверых детей: Софию Юхану (1849 — 1877), Альфреда Вильгельма (1851 — 1913) и умерших в детстве Александра (1852 — 1856) и Николая (1855 — 1857).

## Награды
За свою службу Шернваль был награждён многими орденами, в их числе:
- Орден Святой Анны 3-й степени (1846 год)
- Орден Святого Владимира 4-й степени (1853 год)
- Прусский орден Красного орла 2-й степени (1853 год; в 1857 году пожалованы алмазные знаки этого ордена)
- Орден Святого Владимира 3-й степени (1858 год)
- Орден Святого Станислава 1-й степени (1861 год)
- Орден Святой Анны 1-й степени (1865 год)
- Орден Святого Владимира 2-й степени (1875 год)
- Орден Белого орла (1878 год)